# 잠실실내체육관
잠실실내체육관(蠶室室內體育館)은 서울종합운동장 내에 있는 실내 경기장이다. 1976년 12월 1일 착공하여 1979년 4월 18일 준공하였으며, 11,069석의 좌석이 설치되어 있다. 농구·배구·핸드볼 등의 실내 구기종목 경기장으로 사용되며, 각종 공연 행사가 개최되기도 한다. 1985년에는 실내축구 경기장으로도 이용되었다. 1986년 아시안 게임 농구, 1988년 하계 올림픽 농구·배구 경기장으로 사용되었다. 1983년(7회), 1984년(8회), 1986년(10회), 1993년(17회)에 MBC 대학가요제가 이곳에서 개최되었다. 이외에도 1980년과 1981년에는 전두환 11대 및 12대 대통령의 취임식이 열리기도 하였으며 리그 오브 레전드 월드 챔피언십 2014 4강전, 코카콜라 제로 리그 오브 레전드 챔피언스 코리아 서머 2016 결승전과 스무살우리 리그 오브 레전드 챔피언스 코리아 스프링 2019 결승전이 개최되기도 했다.
2019년에는 태권도 국기원 승품 심사가 이곳에서 열렸다

## 홈 구단
- 서울 삼성 썬더스 (2001년~현재)
- 서울 SK 나이츠 (2001년~2004년)

## 파노라마

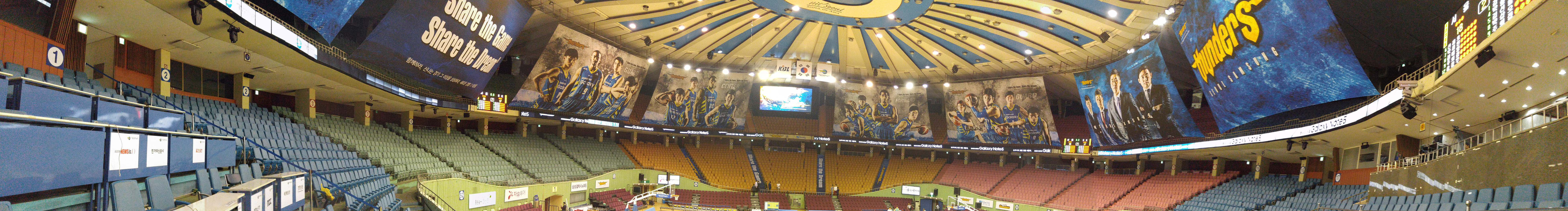
잠실체육관 파노라마